# Canton de Jarville-la-Malgrange
Le canton de Jarville-la-Malgrange est une circonscription électorale française située dans le département de Meurthe-et-Moselle et la région Grand Est.

## Géographie
Ce canton est organisé autour de Jarville-la-Malgrange dans l'arrondissement de Nancy. Son altitude varie de 195 m (Jarville-la-Malgrange) à 420 m (Ludres) pour une altitude moyenne de 263 m.

## Histoire
Le canton a été créé par décret du 25 janvier 1982 par subdivision du canton de Neuves-Maisons.
Par décret du 26 février 2014, le nombre de cantons du département est divisé par deux, avec mise en application aux élections départementales de mars 2015. Le canton de Jarville-la-Malgrange est conservé et s'agrandit. Il passe de 4 à 12 communes.

## Représentation

### Représentation de 1982 à 2015
| Période | Période | Identité        | Étiquette | Qualité                                                                                                 |
| ------- | ------- | --------------- | --------- | --- |
| 1982    | 1985    | Robert Bouillon | PS        | Propriétaire à Heillecourt Ancien conseiller général du Canton de Neuves-Maisons (1978-1982)            |
| 1985    | 1998    | Charles Choné   | UDF       | Maire de Ludres (1963-2008) Président de la Communauté urbaine de Nancy (1992-2001) Conseiller régional |
| 1998    | 2004    | Roger Gauthrot  | DVD       | Chef d'entreprise Maire de Heillecourt (1983-2008)                                                      |
| 2004    | 2015    | René Mangin     | PS        | Enseignant Conseiller régional Député (1997-2002) Vice-président du Conseil général                     |

### Représentation à partir de 2015
| Période élective | Période élective | Mandat | Mandat   | Identité               | Nuance | Nuance | Qualité                                                                                        |
| ---------------- | ---------------- | ------ | -------- | ---------------------- | ------ | ------ | ---------------------------------------------------------------------------------------------- |
| 2015             | 2021             | 2015   | 2021     | Luc Binsinger          |        | LR     | Maire de Saint-Nicolas-de-Port depuis 2001 Président du groupe Union de la Droite et du Centre |
| 2015             | 2021             | 2015   | 2021     | Sabine Lemaire-Assfeld |        | UDI    | Adjointe au maire d'Heillecourt                                                                |
| 2021             | 2028             | 2021   | en cours | Luc Binsinger          |        | LR     | Conseiller sortant                                                                             |
| 2021             | 2028             | 2021   | en cours | Sabine Lemaire-Assfeld |        | UDI    | Conseillère sortante                                                                           |

### Résultats détaillés

#### Élections de mars 2015
À l'issue du 1er tour des élections départementales de 2015, trois binômes sont en ballottage : Luc Binsinger et Sabine Lemaire-Assfeld (Union de la Droite, 37,02 %), Jean-Claude Pissenem et Jocelyne Resclause (PS, 34,09 %) et Julien Delbarre et Huguette Vançon (FN, 28,89 %). Le taux de participation est de 49,81 % (13 122 votants sur 26 344 inscrits) contre 48,16 % au niveau départemental et 50,17 % au niveau national.
Au second tour, Luc Binsinger et Sabine Lemaire-Assfeld (Union de la Droite) sont élus avec 40,82 % des suffrages exprimés et un taux de participation de 50,57 % (5 271 voix pour 13 322 votants et 26 346 inscrits).

#### Élections de juin 2021
Le premier tour des élections départementales de 2021 est marqué par un très faible taux de participation (33,26 % au niveau national). Dans le canton de Jarville-la-Malgrange, ce taux de participation est de 31,83 % (8 180 votants sur 25 700 inscrits) contre 29,74 % au niveau départemental. À l'issue de ce premier tour, deux binômes sont en ballottage : Luc Binsinger et Sabine Lemaire-Assfeld (Union au centre et à droite, 44,7 %) et Philippe Kowalski et Stéphanie Miroult (Union à gauche avec des écologistes, 29,88 %).
Le second tour des élections est marqué une nouvelle fois par une abstention massive équivalente au premier tour. Les taux de participation sont de 34,36 % au niveau national, 30,76 % dans le département et 32,57 % dans le canton de Jarville-la-Malgrange. Luc Binsinger et Sabine Lemaire-Assfeld (Union au centre et à droite) sont élus avec 61,39 % des suffrages exprimés (4 785 voix pour 8 371 votants et 25 705 inscrits),,. 

## Composition

### Composition avant 2015

Situation du canton de Jarville-la-Malgrange dans le département de Meurthe-et-Moselle avant 2015.

Le canton de Jarville-la-Malgrange regroupait 4 communes.
| Nom                               | Code Insee | Codepostal | Superficie (km2) | Population (dernière pop. légale) | Densité (hab./km2) |
| --------------------------------- | ---------- | ---------- | ---------------- | --------------------------------- | ------------------ |
| Jarville-la-Malgrange (chef-lieu) | 54274      | 54140      | 2,43             | 9 363 (2012)                      | 3 853              |
| Heillecourt                       | 54257      | 54180      | 3,65             | 5 691 (2012)                      | 1 559              |
| Houdemont                         | 54265      | 54180      | 3,62             | 2 301 (2012)                      | 636                |
| Ludres                            | 54328      | 54710      | 8,18             | 6 519 (2012)                      | 797                |

### Composition depuis 2015
Le canton compte désormais douze communes.
| Nom                                           | Code Insee | Intercommunalité                 | Superficie (km2) | Population (dernière pop. légale) | Densité (hab./km2) | Modifier                                    |
| --------------------------------------------- | ---------- | -------------------------------- | ---------------- | --------------------------------- | ------------------ | ------------------------------------------- |
| Jarville-la-Malgrange (bureau centralisateur) | 54274      | Métropole du Grand Nancy         | 2,43             | 9 362 (2022)                      | 3 853              | modifier les données · modifier les données |
| Azelot                                        | 54037      | CC des Pays du Sel et du Vermois | 4,75             | 417 (2022)                        | 88                 | modifier les données · modifier les données |
| Burthecourt-aux-Chênes                        | 54108      | CC des Pays du Sel et du Vermois | 5,59             | 153 (2022)                        | 27                 | modifier les données · modifier les données |
| Coyviller                                     | 54141      | CC des Pays du Sel et du Vermois | 4,53             | 156 (2022)                        | 34                 | modifier les données · modifier les données |
| Fléville-devant-Nancy                         | 54197      | Métropole du Grand Nancy         | 7,40             | 2 187 (2022)                      | 296                | modifier les données · modifier les données |
| Heillecourt                                   | 54257      | Métropole du Grand Nancy         | 3,65             | 5 396 (2022)                      | 1 478              | modifier les données · modifier les données |
| Houdemont                                     | 54265      | Métropole du Grand Nancy         | 3,62             | 2 069 (2022)                      | 572                | modifier les données · modifier les données |
| Ludres                                        | 54328      | Métropole du Grand Nancy         | 8,18             | 5 899 (2022)                      | 721                | modifier les données · modifier les données |
| Lupcourt                                      | 54330      | CC des Pays du Sel et du Vermois | 6,94             | 416 (2022)                        | 60                 | modifier les données · modifier les données |
| Manoncourt-en-Vermois                         | 54345      | CC des Pays du Sel et du Vermois | 6,68             | 338 (2022)                        | 51                 | modifier les données · modifier les données |
| Saint-Nicolas-de-Port                         | 54483      | CC des Pays du Sel et du Vermois | 8,23             | 7 363 (2022)                      | 895                | modifier les données · modifier les données |
| Ville-en-Vermois                              | 54571      | CC des Pays du Sel et du Vermois | 10,53            | 595 (2022)                        | 57                 | modifier les données · modifier les données |
| Canton de Jarville-la-Malgrange               | 5405       |                                  | 72,53            | 34 351 (2022)                     | 474                | modifier les données                        |

## Démographie

### Démographie avant 2015
| 1962  | 1968   | 1975   | 1982   | 1990   | 1999   | 2006   | 2011   | 2012   |
| ----- | ------ | ------ | ------ | ------ | ------ | ------ | ------ | ------ |
| 9 393 | 15 263 | 16 811 | 23 307 | 24 457 | 25 127 | 24 615 | 24 027 | 23 874 |

### Démographie depuis 2015
En 2022, le canton comptait 34 351 habitants, en évolution de −2,34 % par rapport à 2016 (Meurthe-et-Moselle : −0,13 %, France hors Mayotte : +2,11 %).
| 2013   | 2018   | 2022   |
| ------ | ------ | ------ |
| 35 667 | 34 790 | 34 351 |